# Burcu Özberk
Burcu Özberk (n. 11 decembrie 1989 la Eskişehir, Turcia) este o actriță turcă de teatru și film. A terminat studiile la Universitatea Hacettepe din Ankara la secția teatru.
Prima apariție televizată a avut-o odată cu rolul Sultanei Huricihan din Suleyman Magnificul, fata Sultanei Hatice și a lui İbrahim Pașa, îndrăgostindu-se de vărul ei, Bayezid. 
Serialul turcesc Güneş i-a adus succesul pe care nu îl aștepta. A primit rolul principal, unde joacă rolul unei adolescente rebele Nazlı Yılmaz. 

## Piese de teatru
- Marchizul de Sade Quills : Doug Wright - Tatbikat Sahnesi
- Povestea Woyzeck : Georg Buchner -  Tatbikat Sahnesi
- Micul Burghez :  Maksim Gorki
- Ayyar Hamza : Director Ali Bey
- Sora Macbeth
- Scufița Roșie

## Filmografie
| Construcții                   | Ani       | Personajul       | Rolul         |
| ----------------------------- | --------- | ---------------- | ------------- |
| Suleyman Magnificul           | 2013      | Huricihan Sultan | Sezonul 3-4   |
| Güneş                         | 2015-2016 | Nazlı Yılmaz     | Rol principal |
| Şahane Damat (Minunatul mire) | 2016      | Melike Solid     | Rol principal |
| Behzat Ç.                     | 2017      | Necunoscut       | Rol principal |

## Reclame
| Companie/Produs | Ani       |
| --------------- | --------- |
| Coca-Cola       | 2015      |
| Yedigün         | 2015-2016 |

## Premii și nominalizări
| Ani  | Premiul Oferit                         | Categorie                                         | Rezultate    |
| ---- | -------------------------------------- | ------------------------------------------------- | ------------ |
| 2015 | Türkiye Gençlik Ödülleri               | Cea mai bună actriță în rol secundar              | Nominalizare |
| 2016 | Ayaklı Gazete TV Yıldızları Ödülleri   | Cea mai bună actriță în serial pentru adolescenți | Nominalizare |
| 2016 | 11. Makinistanbul Media, artă și sport | Cea mai îndrăgită actriță                         | Câștigat     |
| 2016 | 11. Makinistanbul Media, artă și sport | Cea mai bună actriță a anului                     | Nominalizare |